# August Emil Fieldorf

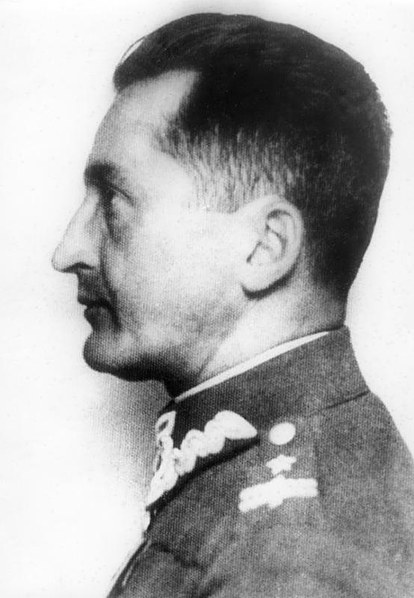
August Emil Fieldorf

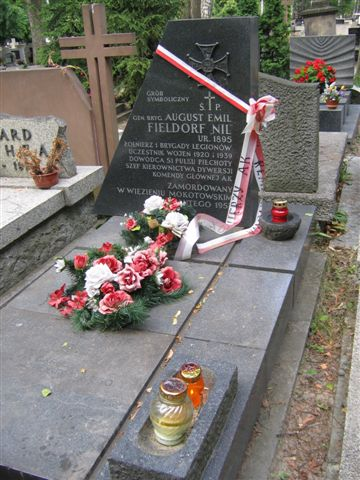
Symbolisches Grab auf dem Powązki-Friedhof in Warschau

August Emil Fieldorf (* 20. März 1895 in Krakau; † 24. Februar 1953 in Warschau) war stellvertretender Kommandant der Polnischen Heimatarmee während des Zweiten Weltkrieges.
Am 6. August 1914 meldete sich Fieldorf freiwillig zur neu gebildeten 1. Brigade der Legionen unter Józef Piłsudski. Mit ihnen brach er zur russischen Front auf, wo er als Stellvertreter eines Infanteriezuges diente. 1916 wurde er zum Feldwebel befördert und 1917 zur Offiziersschule ernannt. Er kämpfte auch im Polnisch-Sowjetischen Krieg.
Fieldorf begann seine militärische Karriere nach dem Ersten Weltkrieg. Nach dem Überfall Deutschlands auf Polen 1939 und der Zerschlagung der polnischen Armee flüchtete er nach Frankreich, wo er in das 1. Polnische Korps eintrat. Von 1940 bis 1942 hielt sich Fieldorf wieder in Polen auf und war dort aktives Mitglied der im Untergrund wirkenden Polnischen Heimatarmee. Sein Deckname war zu dieser Zeit Nil. Auf seinen Befehl hin wurde SS-General Franz Kutschera am 2. Februar 1944 durch die Grauen Reihen getötet. Am 7. März 1945 verhaftete ihn der NKWD in Milanówek, von wo man ihn in die Sowjetunion verschleppte. Nach seiner Rückkehr nach Polen wurde er in einem Schauprozess angeklagt, die Erschießung sowjetischer Partisanen angeordnet zu haben. Am 16. April 1952 wurde Fieldorf schließlich zum Tode verurteilt. Polens kommunistischer Präsident Bolesław Bierut lehnte ein Gnadengesuch der Familie ab.
2006 verlieh Präsident Lech Kaczyński Fieldorf postum den Orden vom Weißen Adler der Republik Polen. Im Mai 2009 erschien in Polen der Film Generał Nil (dt. General Nil), der von Fieldorfs Leben handelt.